# 男子第52回・女子第47回全日本学生バスケットボール選手権大会
男子第52回・女子第47回 全日本学生バスケットボール選手権大会（だんしだい52かい・じょしだい47かい ぜんにほんがくせいバスケットボールせんしゅけんたいかい）は、2000年11月26日から12月3日まで8日間にわたって国立代々木競技場第二体育館などで行われた全日本学生バスケットボール選手権大会。

## 日程
- 11月26日 - 男女1回戦
- 11月27日 - 男女1回戦
- 11月28日 - 男女2回戦
- 11月29日 - 男女3回戦
- 11月30日 - 男女4回戦
- 12月1日 - 男女5～8位決定戦・男女決勝リーグ
- 12月2日 - 男女順位決定戦・男女決勝リーグ
- 12月3日 - 男女決勝リーグ・閉会式

## 会場
- 代々木第二体育館
- 東京体育館
- 駒沢屋内球技場

## 出場校

### 男子
北海道・東北
- 北海道1位 札幌大学（15年連続28回目）
- 北海道2位 北海学園大学（3年連続18回目）
- 北海道3位 道都大学（2年ぶり12回目）
- 北海道4位 酪農学園大学（初出場）
- 東北1位 東北学院大学（7年連続38回目）
- 東北2位 仙台大学（4年連続6回目）
- 東北3位 秋田経済法科大学（2年ぶり14回目）

関東
- 関東1位 青山学院大学（18年連続24回目）
- 関東2位 拓殖大学（30年連続30回目）
- 関東3位 日本体育大学（44年連続44回目）
- 関東4位 日本大学（49年連続49回目）
- 関東5位 中央大学（24年連続45回目）
- 関東6位 専修大学（16年連続35回目）
- 関東7位 筑波大学（52年連続52回目）
- 関東8位 法政大学（2年ぶり40回目）
- 関東9位 大東文化大学（5年連続10回目）
- 関東10位 順天堂大学（19年連続22回目）
- 関東11位 慶應義塾大学（3年連続44回目）
- 関東12位 早稲田大学（2年ぶり45回目）
- 関東13位 上武大学（3年連続3回目）
- 関東14位 國學院大学（2年ぶり2回目）
- 関東15位 明治大学（7年連続47回目）
- 関東16位 東海大学（12年ぶり8回目）
- 関東17位 国士舘大学（10年ぶり11回目）
- 関東18位 神奈川大学（初出場）

北信越・東海
- 北信越1位 金沢大学（2年連続33回目）
- 北信越2位 金沢工業大学（4年ぶり14回目）
- 北信越3位 新潟大学（2年ぶり5回目）
- 東海1位 愛知学泉大学（13年連続13回目）
- 東海2位 中京大学（6年連続39回目）
- 東海3位 浜松大学（初出場）
- 東海4位 常葉学園大学（初出場）
- 東海5位 愛知大学（4年連続14回目）

近畿
- 関西1位 近畿大学（22年連続40回目）
- 関西2位 大阪商業大学（5年連続38回目）
- 関西3位 同志社大学（49年連続51回目）
- 関西4位 関西学院大学（3年連続27回目）
- 関西5位 京都産業大学（30年連続30回目）
- 関西6位 立命館大学（2年ぶり21回目）
- 関西7位 甲南大学（24年ぶり17回目）
- 関西8位 大阪経済大学（2年ぶり5回目）

中国・四国
- 中国1位 広島経済大学（4年連続5回目）
- 中国2位 倉敷芸術科学大学（4年ぶり3回目）
- 四国1位 高知大学（5年連続13回目）

九州
- 九州1位 鹿屋体育大学（4年連続9回目）
- 九州2位 福岡大学（10年連続41回目）
- 九州3位 九州国際大学（2年ぶり6回目）
- 九州4位 九州産業大学（3年連続28回目）

### 女子
北海道・東北
- 北海道1位 北海道浅井学園大学（2年ぶり26回目）
- 北海道2位 北海道教育大学札幌校（3年連続7回目）
- 北海道3位 札幌大学（4年ぶり13回目）
- 東北1位 東北学院大学（12年連続19回目）
- 東北2位 仙台大学（3年連続6回目）
- 東北3位 山形大学（2年ぶり20回目）

関東
- 関東1位 日本体育大学（46年連続46回目）
- 関東2位 専修大学（17年連続17回目）
- 関東3位 早稲田大学（10年連続12回目）
- 関東4位 筑波大学（46年連続46回目）
- 関東5位 日本女子体育大学（46年連続46回目）
- 関東6位 青山学院大学（16年連続37回目）
- 関東7位 白鷗大学（5年連続5回目）
- 関東8位 東京学芸大学（2年ぶり27回目）
- 関東9位 東京女子体育大学（13年連続28回目）
- 関東10位 杉野女子大学（9年ぶり39回目）
- 関東11位 埼玉大学（2年ぶり8回目）
- 関東12位 大妻女子大学（3年連続12回目）
- 関東13位 玉川大学（初出場）
- 関東14位 順天堂大学（2年ぶり2回目）
- 関東15位 神奈川大学（初出場）

北信越
- 北信越1位 信州大学（3年連続13回目）
- 北信越2位 長野経済短期大学（5年連続5回目）

東海
- 東海1位 愛知学泉大学（20年連続43回目）
- 東海2位 桜花学園大学（4年連続6回目）
- 東海3位 常葉学園大学（初出場）
- 東海4位 静岡大学（2年ぶり5回目）
- 東海5位 中京大学（3年連続19回目）
- 東海6位 中京女子大学（3年連続34回目）

近畿
- 関西1位 樟蔭東女子短期大学（25年連続25回目）
- 関西2位 大阪体育大学（31年連続31回目）
- 関西3位 大阪薫英女子短期大学（24年連続24回目）
- 関西4位 武庫川女子大学（16年連続35回目）
- 関西5位 立命館大学（6年連続6回目）
- 関西6位 園田学園女子大学（3年連続16回目）
- 関西7位 滋賀女子短期大学（2年ぶり4回目）
- 関西8位 関西外国語大学（5年連続6回目）
- 関西9位 奈良文化女子短期大学（2年ぶり2回目）
- 関西10位 大阪国際女子大学（初出場）
- 関西11位 京都教育大学（23年ぶり13回目）

中国・四国
- 中国1位 広島大学（6年連続22回目）
- 中国2位 徳山大学（9年連続10回目）
- 四国1位 徳島文理大学（16年ぶり9回目）
- 四国2位 聖カタリナ女子大学（5年ぶり7回目）

九州
- 九州1位 鹿屋体育大学（8年連続13回目）
- 九州2位 福岡教育大学（7年連続21回目）
- 九州3位 九州女子短期大学（2年連続6回目）
- 九州4位 福岡大学（2年ぶり13回目）

## 試合結果
- Y…代々木第二体育館
- T…東京体育館（A・B・C・D）
- K…駒沢屋内球技場

### 男子
1回戦
| 日時      | Y                             | TA                       | TB                             |
| --------- | ----------------------------- | ------------------------ | ------------------------------ |
| 26日12:00 | 浜松大 60 - 73 立命館大       | ー                       | ー                             |
| 26日13:30 | 九州国際大 78 - 65 関西学院大 | ー                       | ー                             |
| 26日18:00 | 酪農学園大 60 - 66 東海大     | ー                       | ー                             |
| 26日19:30 | 倉敷芸術科学大 45 - 67 金沢大 | ー                       | ー                             |
| 27日12:00 | 大阪経済大 87 - 63 愛知大     | ー                       | ー                             |
| 27日13:30 | 早稲田大 110 - 53 高知大      | ー                       | ー                             |
| 27日14:30 | ー                            | 仙台大 111 - 81 国士舘大 | 広島経済大 58 - 49 道都大      |
| 27日16:00 | ー                            | 札幌大 65 - 82 國學院大  | 金沢工業大 86 - 97 上武大      |
| 27日17:30 | ー                            | 中京大 67 - 63 甲南大    | 京都産業大 70 - 45 常葉学園大  |
| 27日18:00 | 秋田経法大 79 - 83 神奈川大   | ー                       | ー                             |
| 27日19:00 | ー                            | 新潟大 75 - 78 福岡大    | 北海学園大 67 - 111 鹿屋体育大 |
| 27日19:30 | 九州産業大 71 - 78 明治大     | ー                       | ー                             |

2回戦
| 日時      | Y                              | TA                          | TB                            |
| --------- | ------------------------------ | --------------------------- | ----------------------------- |
| 28日9:30  | ー                             | 順天堂大 78 - 65 京都産業大 | 九州国際大 91 - 95 東北学院大 |
| 28日11:00 | ー                             | 立命館大 69 - 64 専修大     | 同志社大 77 - 42 上武大       |
| 28日11:30 | 國學院大 58 - 87 法政大        | ー                          | ー                            |
| 28日12:30 | ー                             | 神奈川大 70 - 69 大東文化大 | 筑波大 83 - 68 中京大         |
| 28日14:00 | ー                             | 慶應義塾大 67 - 57 早稲田大 | 大阪経済大 71 - 105 中央大    |
| 28日15:30 | ー                             | 広島経済大 48 - 90 日本大   | 大阪商業大 66 - 79 仙台大     |
| 28日16:00 | 日本体育大 111 - 80 鹿屋体育大 | ー                          | ー                            |
| 28日17:00 | ー                             | 愛知学泉大 75 - 39 東海大   | 金沢大 46 - 52 近畿大         |
| 28日17:30 | 青山学院大 112 - 48 明治大     | ー                          | ー                            |
| 28日18:30 | ー                             | 福岡大 58 - 89 拓殖大       | ー                            |

3回戦
| 日時      | Y                             | TA                          |
| --------- | ----------------------------- | --------------------------- |
| 29日11:00 | ー                            | 仙台大 77 - 98 法政大       |
| 29日11:30 | 慶應義塾大 58 - 93 中央大     | ー                          |
| 29日12:30 | ー                            | 同志社大 49 - 88 日本大     |
| 29日14:00 | ー                            | 愛知学泉大 76 - 64 立命館大 |
| 29日14:30 | 日本体育大 90 - 72 東北学院大 | ー                          |
| 29日15:30 | ー                            | 順天堂大 56 - 74 近畿大     |
| 29日17:00 | ー                            | 筑波大 69 - 83 拓殖大       |
| 29日17:30 | 青山学院大 105 - 57 神奈川大  | ー                          |

4回戦
| 日時      | Y                          | K                         |
| --------- | -------------------------- | ------------------------- |
| 30日14:30 | 日本体育大 102 - 86 日本大 | 愛知学泉大 79 - 57 近畿大 |
| 30日17:30 | 青山学院大 77 - 59 中央大  | 法政大 47 - 75 拓殖大     |

5～8位決定戦
| 日時     | K                     |
| -------- | --------------------- |
| 1日14:30 | 中央大 85 - 77 日本大 |
| 1日17:30 | 近畿大 52 - 77 法政大 |

7位決定戦
| 日時     | Y                     |
| -------- | --------------------- |
| 2日12:00 | 日本大 98 - 55 近畿大 |

5位決定戦
| 日時     | Y                      |
| -------- | ---------------------- |
| 2日13:30 | 中央大 100 - 70 法政大 |

決勝リーグ
| 順位 | チーム     | 青山学院大 | 日本体育大 | 拓殖大  | 愛知学泉大 | 勝敗   | 得点 | 失点 | 差  | 勝点 |
| ---- | ---------- | ---------- | ---------- | ------- | ---------- | ------ | ---- | ---- | --- | ---- |
| 1    | 青山学院大 | -          | ○ 91-71    | ○ 75-66 | ◯ 66-42    | 3勝0敗 | 232  | 179  | +53 | 6    |
| 2    | 日本体育大 | ● 71-91    | -          | ○ 75-64 | ○ 66-60    | 2勝1敗 | 212  | 215  | -3  | 5    |
| 3    | 拓殖大     | ● 66-75    | ● 64-75    | -       | ◯ 71-64    | 1勝2敗 | 201  | 214  | -13 | 4    |
| 4    | 愛知学泉大 | ● 42-66    | ● 60-66    | ● 64-71 | -          | 0勝3敗 | 166  | 203  | -37 | 3    |

### 女子
1回戦
| 日時      | Y                                  | TC                                  | TD                                |
| --------- | ---------------------------------- | ----------------------------------- | --------------------------------- |
| 26日9:00  | 園田学園女子大 63 - 67 徳山大      | ー                                  | ー                                |
| 26日10:30 | 杉野女子大 101 - 61 大阪国際女子大 | ー                                  | ー                                |
| 26日15:00 | 関西外国語大 42 - 62 広島大        | ー                                  | ー                                |
| 26日16:30 | 北海道教育大札幌校 65 - 92 埼玉大  | ー                                  | ー                                |
| 27日9:00  | 滋賀女子短大 60 - 91 中京大        | ー                                  | ー                                |
| 27日10:30 | 東京学芸大 81 - 60 山形大          | ー                                  | ー                                |
| 27日14:30 | ー                                 | 徳島文理大 50 - 81 大妻女子大       | 福岡大 50 - 84 白鷗大             |
| 27日15:00 | 神奈川大 98 - 78 九州女子短大      | ー                                  | ー                                |
| 27日16:00 | ー                                 | 玉川大 55 - 56 福岡教育大           | 信州大 111 - 56 聖カタリナ女子大  |
| 27日16:30 | 静岡大 66 - 63 京都教育大          | ー                                  | ー                                |
| 27日17:30 | ー                                 | 長野経済短大 41 - 76 東京女子体育大 | 奈良文化女子短大 68 - 61 順天堂大 |
| 27日19:00 | ー                                 | 常葉学園大 59 - 50 北海道浅井学園大 | 中京女子大 64 - 50 札幌大         |

2回戦
| 日時      | Y                                 | TC                            | TD                                |
| --------- | --------------------------------- | ----------------------------- | --------------------------------- |
| 28日9:30  | ー                                | 鹿屋体育大 68 - 67 杉野女子大 | 東京女子体育大 71 - 43 仙台大     |
| 28日10:00 | 信州大 56 - 88 立命館大           | ー                            | ー                                |
| 28日11:00 | ー                                | 徳山大 59 - 88 東北学院大     | 日本女子体育大 50 - 52 福岡教育大 |
| 28日12:30 | ー                                | 大妻女子大 51 - 70 桜花学園大 | 筑波大 72 - 58 奈良文化女子短大   |
| 28日13:00 | 樟蔭東女子短大 88 - 36 常葉学園大 | ー                            | ー                                |
| 28日14:00 | ー                                | 青山学院大 54 - 68 東京学芸大 | 中京大 63 - 61 武庫川女子大       |
| 28日14:30 | 中京女子大 49 - 102 日本体育大    | ー                            | ー                                |
| 28日15:30 | ー                                | 神奈川大 56 - 97 大阪体育大   | 大阪薫英女子短大 82 - 53 白鷗大   |
| 28日17:00 | ー                                | 早稲田大 74 - 53 広島大       | 埼玉大 46 - 84 専修大             |
| 28日18:30 | ー                                | 愛知学泉大 92 - 32 静岡大     | ー                                |

3回戦
| 日時      | Y                                     | TB                                |
| --------- | ------------------------------------- | --------------------------------- |
| 29日10:00 | 東京学芸大 72 - 56 中京大             | ー                                |
| 29日11:00 | ー                                    | 大阪薫英女子短大 70 - 74 立命館大 |
| 29日12:30 | ー                                    | 福岡教育大 48 - 76 大阪体育大     |
| 29日13:00 | 樟蔭東女子短大 75 - 54 東京女子体育大 | ー                                |
| 29日14:00 | ー                                    | 早稲田大 72 - 80 東北学院大       |
| 29日15:30 | ー                                    | 鹿屋体育大 55 - 51 専修大         |
| 29日16:00 | 愛知学泉大 98 - 40 桜花学園大         | ー                                |
| 29日17:00 | ー                                    | 筑波大 30 - 57 日本体育大         |

4回戦
| 日時      | Y                                 | K                             |
| --------- | --------------------------------- | ----------------------------- |
| 30日13:00 | 樟蔭東女子短大 70 - 49 大阪体育大 | 東北学院大 67 - 42 鹿屋体育大 |
| 30日16:00 | 愛知学泉大 85 - 55 東京学芸大     | 立命館大 67 - 77 日本体育大   |

5～8位決定戦
| 日時     | K                             |
| -------- | ----------------------------- |
| 1日13:00 | 東京学芸大 50 - 66 鹿屋体育大 |
| 1日16:00 | 大阪体育大 45 - 56 立命館大   |

7位決定戦
| 日時    | Y                             |
| ------- | ----------------------------- |
| 2日9:00 | 東京学芸大 53 - 54 大阪体育大 |

5位決定戦
| 日時     | Y                           |
| -------- | --------------------------- |
| 2日10:30 | 鹿屋体育大 46 - 68 立命館大 |

決勝リーグ
| 順位 | チーム         | 愛知学泉大 | 日本体育大 | 樟蔭東女子短大 | 東北学院大 | 勝敗   | 得点 | 失点 | 差   | 勝点 |
| ---- | -------------- | ---------- | ---------- | -------------- | ---------- | ------ | ---- | ---- | ---- | ---- |
| 1    | 愛知学泉大     | -          | ○ 83-52    | ○ 88-51        | ◯ 97-40    | 3勝0敗 | 268  | 143  | +125 | 6    |
| 2    | 日本体育大     | ● 52-83    | -          | ○ 93-60        | ○ 85-57    | 2勝1敗 | 230  | 200  | +30  | 5    |
| 3    | 樟蔭東女子短大 | ● 51-88    | ● 60-93    | -              | ◯ 72-63    | 1勝2敗 | 183  | 244  | -61  | 4    |
| 4    | 東北学院大     | ● 40-97    | ● 57-85    | ● 63-72        | -          | 0勝3敗 | 160  | 254  | -94  | 3    |

## 順位
| 順位   | 男子         | 男子   | 女子               | 女子          |
| 順位   | 大学名       | 備考   | 大学名             | 備考          |
| ------ | ------------ | ------ | ------------------ | ------------- |
| 優勝   | 青山学院大学 | 初優勝 | 愛知学泉大学       | 5年連続12回目 |
| 準優勝 | 日本体育大学 |        | 日本体育大学       |               |
| 3位    | 拓殖大学     |        | 樟蔭東女子短期大学 |               |
| 4位    | 愛知学泉大学 |        | 東北学院大学       |               |
| 5位    | 中央大学     |        | 立命館大学         |               |
| 6位    | 法政大学     |        | 鹿屋体育大学       |               |
| 7位    | 日本大学     |        | 大阪体育大学       |               |
| 8位    | 近畿大学     |        | 東京学芸大学       |               |

## 表彰
| タイトル       | 男子              | 男子                             | 男子                        | 女子                | 女子                                | 女子                        |
| タイトル       | 選手名            | 所属                             | 備考                        | 選手名              | 所属                                | 備考                        |
| -------------- | ----------------- | -------------------------------- | --------------------------- | ------------------- | ----------------------------------- | --------------------------- |
| 得点王         | 渡邉拓馬          | 拓殖大№4、4年                    | 67点                        | 渡邉温子            | 愛知学泉大№4、4年                   | 73点                        |
| 3P王           | 渡邉拓馬 荒川裕介 | 拓殖大№4、4年 日本体育大№13、2年 | 9本                         | 赤木千夏 小笠原杏子 | 日本体育大№5、4年 東北学院大№4、3年 | 8本                         |
| リバウンド王   | 鵜澤潤            | 日本体育大№15、1年               | OFF20REB DEF32REB 合計52REB | 高田貴美子          | 愛知学泉大№9、2年                   | OFF13REB DEF21REB 合計34REB |
| アシスト王     | 鈴木裕紀          | 日本体育大№4、4年                | 22本                        | 榊原紀子 赤木千夏   | 愛知学泉大№5、4年 日本体育大№5、4年 | 16本                        |
| ディフェンス王 | 竹田謙            | 青山学院大№5、4年                |                             | 相澤優子            | 東北学院大№9、3年                   |                             |
| 優秀選手       | 青野文彦          | 青山学院大№7、4年                |                             | 船引まゆみ          | 愛知学泉大№6、4年                   |                             |
| 優秀選手       | 鵜澤潤            | 日本体育大№15、1年               |                             | 今美春              | 日本体育大№13、1年                  |                             |
| 優秀選手       | 渡邉拓馬          | 拓殖大№4、4年                    |                             | 山下春香            | 樟蔭東女子短大№17、1年              |                             |
| 優秀選手       | 新實光隆          | 愛知学泉大№5、4年                |                             | 相澤優子            | 東北学院大№9、3年                   |                             |
| 敢闘賞         | 鈴木裕紀          | 日本体育大№4、4年                |                             | 赤木千夏            | 日本体育大№5、4年                   |                             |
| MVP            | 山﨑崇史          | 青山学院大№4、4年                |                             | 渡邉温子            | 愛知学泉大№4、4年                   |                             |